# Copa Piauí
Copa Estado do Piauí é um campeonato eventualmente realizado pela Federação de Futebol do Piauí (FFP) desde 2006.
No primeiro ano de disputa, o propósito dessa competição era decidir os dois representantes do estado no Campeonato Brasileiro de Futebol - Série C. Em 2007, 2008, 2012 e 2013 o vencedor da Copa ficava com a segunda vaga do estado na Copa do Brasil do ano seguinte. Em 2009 o vencedor classificou-se para o Campeonato Brasileiro - Série D.

## Edições

### Edição 2007
Apenas três times tiveram interesse na disputa (e o Picos foi barrado por ter disputado a segunda divisão estadual em 2007).

### Edição 2010
Os seis times participantes seriam os seis mais bem classificados na tabela geral do Campeonato Piauiense de Futebol de 2010, conforme o regulamento do Campeonato: Comercial, Barras, Flamengo, Parnahyba, Picos e Ríver.
Em uma reunião realizada na noite de 28 de julho de 2010, a diretoria do River decidiu que não iria disputar a Copa Piauí 2010, mas posteriormente essa informação foi negada pela própria diretoria do Ríver.
Em 2010, não houve a Copa Piauí, e em função da não realização da edição, o representante do estado na Série D do Campeonato Brasileiro de 2011 será o campeão do 1º turno do Campeonato Piauiense de Futebol de 2011.

### Edição 2011
Em 2011, em função de problemas envolvendo as eleições para a presidência da Federação Piauiense, não houve a realização da Copa Piauí.
Posteriormente foi decidido que o representante piauiense na Série D 2012 seria o campeão do Torneio da Movimentação, torneio este realizado pela Federação de Futebol do Piauí e que antecede o Campeonato Piauiense de 2012.

### Edição 2012
Aconteceu imediatamente após o Campeonato Piauiense para que os clubes não perdessem o ritmo de competição.
E teve Rivengo na final, em partida dupla. Essas equipes finalmente se encontraram em uma final de competição após 6 anos. Nessa edição, o Ríver foi melhor na classificação geral, mas na final o Flamengo acabou com o favoritismo do rival e venceu a competição pela terceira vez.

## Artilheiros
| Ano  | Artilheiro                              | Clube                                                                                            | Gols |
| ---- | --------------------------------------- | ------------------------------------------------------------------------------------------------ | ---- |
| 2006 | Boiadeiro                               | Flamengo-PI(Teresina)                                                                            | 8    |
| 2007 | Joniel                                  | Barras (Barras)                                                                                  | 2    |
| 2008 | Guarilha Marcelo Rigoberto Roberto Roni | Picos (Picos) Flamengo-PI (Teresina) Picos (Picos) Flamengo-PI (Teresina) Flamengo-PI (Teresina) | 1    |
| 2009 | Roni                                    | Flamengo-PI (Teresina)                                                                           | 13   |
| 2012 | Anderson Kamar                          | Ríver (Teresina)                                                                                 | 9    |
| 2013 | Silas                                   | Piauí (Teresina)                                                                                 | 5    |
| 2015 | Silas                                   | Parnahyba (Parnaíba)                                                                             | 3    |